# Processuell generering

Voronoidiagram används ofta för processuell generering av data.

Processuell generering är en term som används i olika former av media, begreppet betyder att en miljö genereras med en algoritm istället för manuellt.